# Космеч
Ко́смеч (хорв. Kosmeč) — небольшой необитаемый островок в хорватской части Адриатического моря, один из Элафитских островов, самый маленький остров архипелага. Административно относится к Дубровницко-Неретванской жупании.

## География
Находится напротив центральной части острова Яклян и отделён от него проливом, минимальная ширина которого составляет 270 метров. Расстояние до порта Дубровника — 23 километра. Остров имеет форму яйца длиной 200 метров, ориентированного острым концом на северо-запад. Площадь острова — 24 107 м², длина береговой линии — 567 метров, наивысшая точка — 26 метров над уровнем моря. Выраженные заливы или выдающиеся в море части суши отсутствуют.
Берега острова каменисты.